# Palorchestes
A Palorchestes az erszényesek egy nemét jelenti, amelynek fajai a negyedidőszak második felében éltek Ausztráliában.
Szokták még erszényes tapírnak is nevezni őket, mivel feltehetően a Dél-Amerikában élő méhlepényes tapírokhoz hasonló kicsi ormánnyal rendelkezhettek. Az erszényes tapírok házi sertés méretű növényevők voltak, amik Ausztrália fás-füves térségein a fák és bokrok leveleivel, hajtásaival táplálkoztak, mint egykor az óriáslajhár-félék.
Erőteljes mellső lábaik és karmaik voltak, amelyek segítségével feltehetően a fák, bokrok ágait húzták magukhoz. Fogai élesek voltak és magas koronával rendelkeztek: feltételezik, hogy durvább növényi táplálékot is elfogyasztott. Négy lábon járt, de valószínűleg alkalomadtán két lábra is állhatott, mint a mai medvék.
A nem két faját írták le:
- A Palorchestes painei maradványait Közép-Ausztrália miocén rétegeiben találták meg. Kb. 1 méter marmagasságú és 2 méter hosszú lény volt.
- a Palorchestes azael maradványai nagyon ritkák és teljes (vagy közel teljes) csontváza nem is ismert.

A nem kihalásának okai vitatottak. Mivel az mintegy 30-40 000 évvel történt, vagyis nem sokkal az első emberek letelepedése után, ezért feltételezhető, hogy ebben a korai ausztrál bennszülötteknek is szerepe lehetett: vagy túlzott vadászatukkal, vagy pedig élőhelyük elpusztításával (felégetésével – a bennszülöttek a tüzet is felhasználták a vadászataikhoz).
Mások Ausztrália elsivatagosodását hangsúlyozzák. A valóságban feltehetően mindegyik tényező szerepet játszhatott. (Erről bővebben: pleisztocén megafauna.) Legközelebbi élő rokonai a vombatok és a koalák.